# Іглс-Мір (Пенсільванія)
Іглс-Мір (англ. Eagles Mere) — місто (англ. borough) в США, в окрузі Саллікан штату Пенсільванія. Населення — 148 осіб (2020).

## Географія
Іглс-Мір розташований за координатами 41°24′35″ пн. ш. 76°34′59″ зх. д. / 41.40972° пн. ш. 76.58306° зх. д. (41.409845, -76.583089).  За даними Бюро перепису населення США в 2010 році місто мало площу 5,81 км², з яких 5,33 км² — суходіл та 0,48 км² — водойми.

## Демографія
Згідно з переписом 2010 року, у селищі мешкало 120 осіб у 62 домогосподарствах у складі 41 родини. Густота населення становила 21 особа/км².  Було 382 помешкання (66/км²).
Расовий склад населення:
| - 99,2 % — білих - 0,8 % — азіатів |

До двох чи більше рас належало 0,0 %. Частка іспаномовних становила 0,8 % від усіх жителів.
За віковим діапазоном населення розподілялося таким чином: 7,5 % — особи молодші 18 років, 51,7 % — особи у віці 18—64 років, 40,8 % — особи у віці 65 років та старші. Медіана віку мешканця становила 63,3 року. На 100 осіб жіночої статі у селищі припадало 93,5 чоловіків;  на 100 жінок у віці від 18 років та старших — 88,1 чоловіків також старших 18 років.
Середній дохід на одне домашнє господарство  становив 104 428 доларів США (медіана — 82 250), а середній дохід на одну сім'ю — 120 390 доларів (медіана — 118 750). За межею бідності перебувало 2,5 % осіб, у тому числі 0,0 % дітей у віці до 18 років та 0,0 % осіб у віці 65 років та старших.
Цивільне працевлаштоване населення становило 37 осіб. Основні галузі зайнятості: фінанси, страхування та нерухомість — 32,4 %, науковці, спеціалісти, менеджери — 16,2 %, публічна адміністрація — 13,5 %.